# 다토우가미
다토우가미(일본어: 畳紙)는 두꺼운 일본 종이에 감물, 옻 등을 칠해서 접은 싸개이다.